# Silk + Steel
Silk + Steel è il secondo album dei Giuffria, pubblicato nel 1986 dall'etichetta discografica MCA Records.

## Tracce
1. No Escape
2. Love You Forever
3. I Must Be Dreaming (Willy DeVille Cover)
4. Girl
5. Change of Heart
6. Radio
7. Heartache
8. Lethal Lover
9. Tell It Like It Is
10. Dirty Secrets
11. Say It Ain't True (bonus track contenuta nella ristampa del 2000)

## Formazione
- David Glen Eisley - voce
- Lanny Cordola - chitarra
- Gregg Giuffria - tastiere, voce
- David Sikes - basso
- Alan Krigger - batteria